# Нехвалова-Польянка
Нехвалова-Польянка (словац. Nechválova Polianka) — село и одноимённая община в районе Гуменне Прешовского края Словакии. Расположенный в восточной части Словакии на южных склонах Низких Бескид в долине Ондавки.

## История
Впервые упоминается в 1547 году.
В селе в начале XVII века была построена деревянная православная церковь. На её месте стоит каменная греко-католическая церковь святого Архангела Михаила с 1788 года в стиле барокко-классицизма. В селе есть также православная церковь Вознесения Господа с 1993 года.

## Население
| Год:                | 1994 | 2004     | 2014     | 2024     |
| ------------------- | ---- | -------- | -------- | -------- |
| Количество человек: | 165  | 127      | 83       | 104      |
| Разница:            |      | −23,03 % | −34,64 % | +25,30 % |

Национальный состав населения (по данным последней переписи населения 2001 года):
- словаки — 57,78 %
- русины — 26,67 %
- украинцы — 15,56 %

Состав населения по принадлежности к религии состоянию на 2001 год:
- православные — 47,41 %,
- греко-католики — 44,44 %,
- римо-католики — 5,93 %,
- не считают себя верующими или не принадлежат к одной вышеупомянутой церкви — 1,48 %